# 酢酸塩
酢酸塩（さくさんえん、Acetate）またはエタン酸塩（ethanoate）は、酢酸イオン（CH3COO-、AcO−）を持つ塩である。酢酸塩には酢酸銅や酢酸ナトリウムなどがある。
なお、英語の Acetate および ethanoate は酢酸エステルのことも指すが、酢酸エステルは酢酸イオンを含まない点で酢酸塩と異なる。酢酸エステルには酢酸エチルなどがある。

## 酢酸イオンの構造

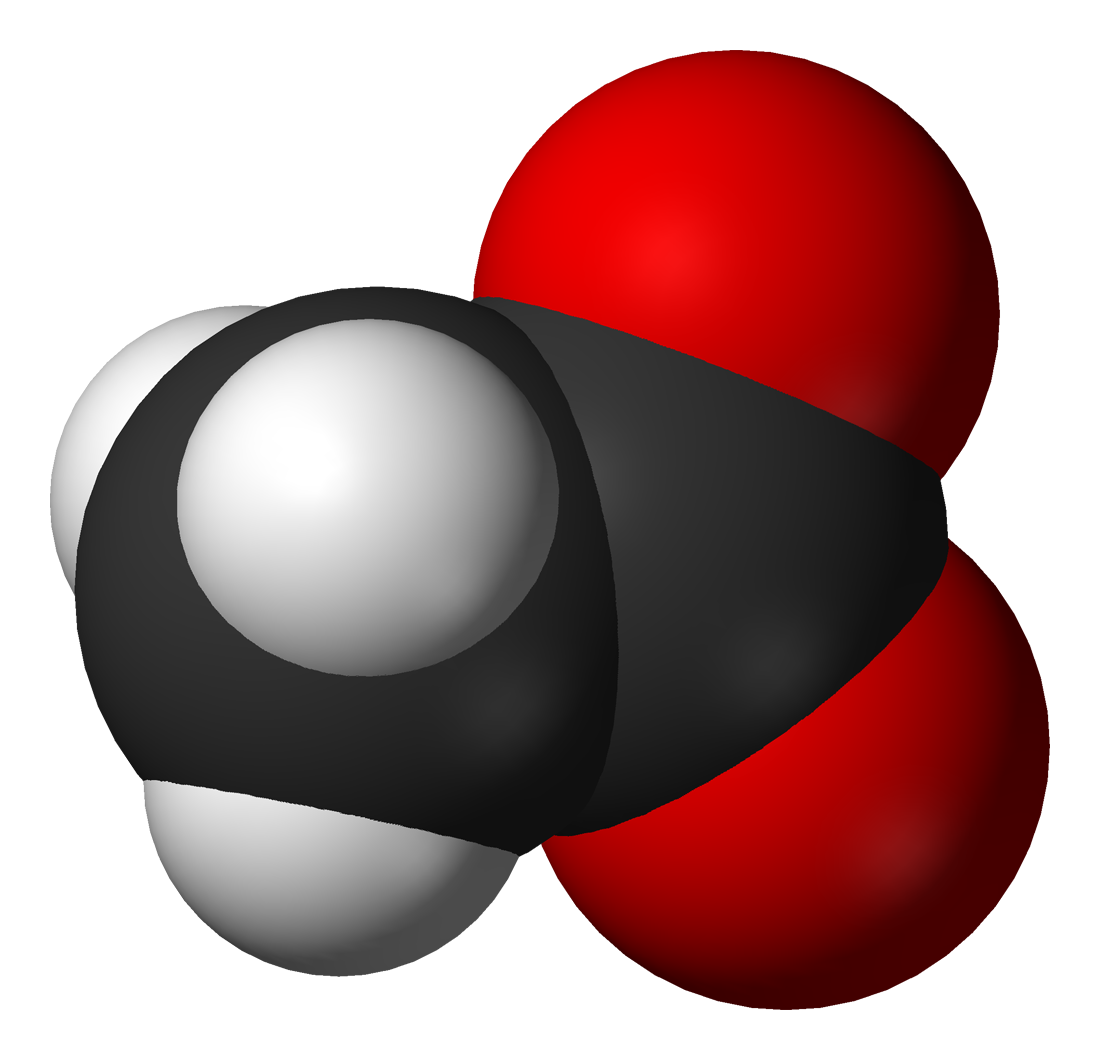
酢酸イオンの空間充填モデル
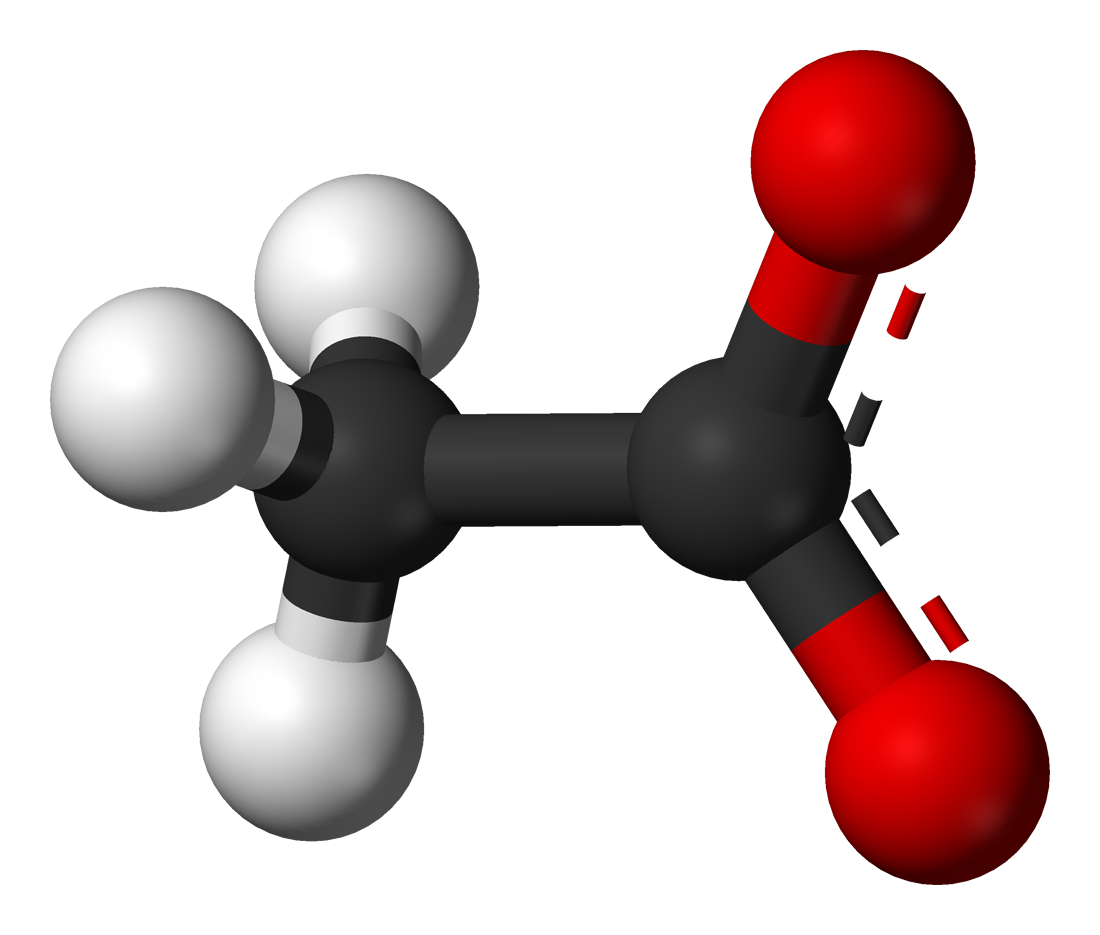
酢酸イオンの球棒モデル
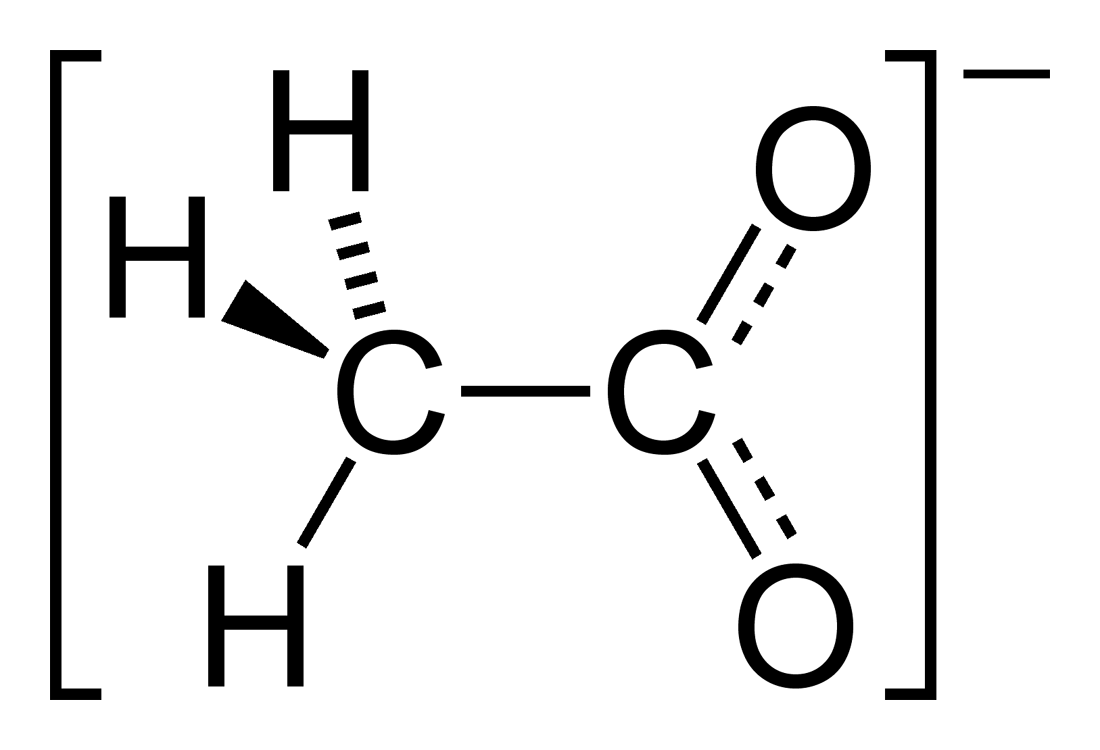
酢酸イオンの構造式
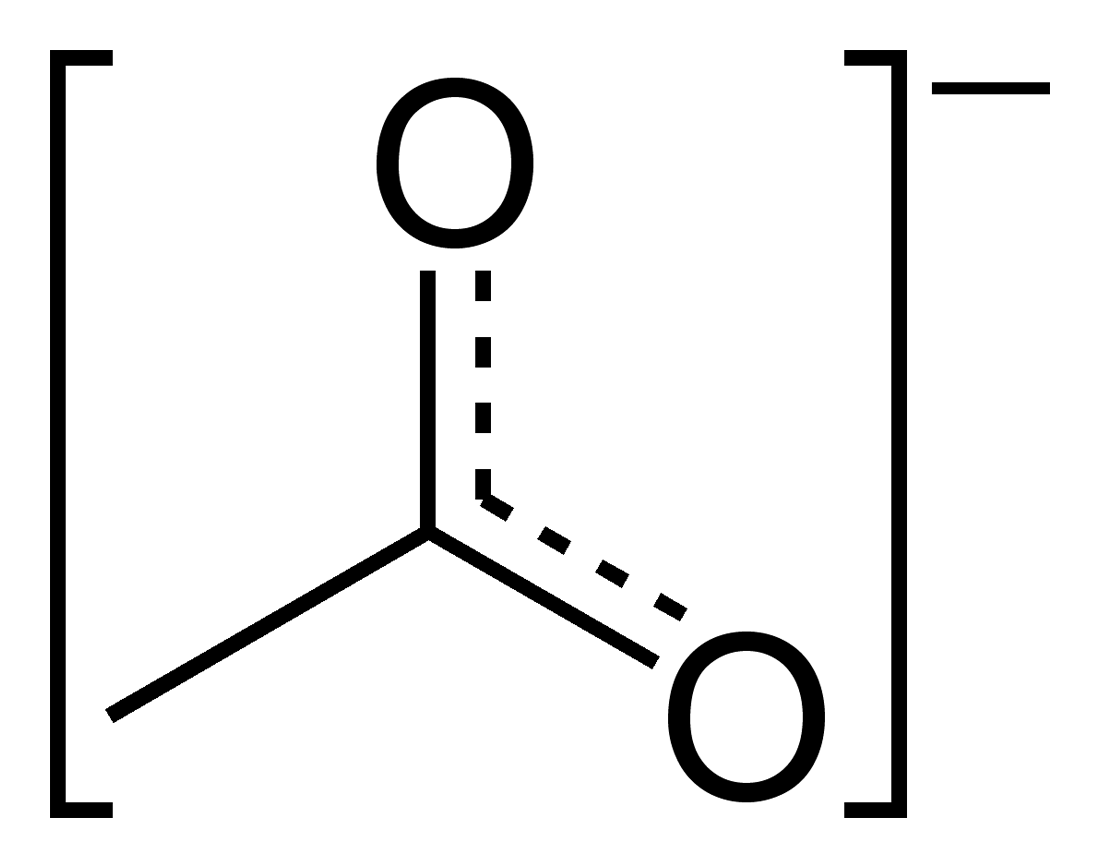
酢酸イオンの共鳴式